# Четыре всадника (рестлинг)
Четыре всадника (англ. The Four Horsemen) — группировка в рестлинге, которая образовалась в Jim Crockett Promotions, а затем в World Championship Wrestling. В первоначальный состав группировки входили Рик Флэр, Арн Андерсон, Оле Андерсон и Талли Бланшар. Флэр и Арн Андерсон были членами каждой инкарнации группы вплоть до конца карьеры Андерсона после травмы шеи.

## История
Рик Флэр был введен в сюжетные линии Mid-Atlantic Championship Wrestling в 1970-х годах как двоюродный брат Minnesota Wrecking Crew (Джин Андерсон и Оле Андерсон). После ухода из Сrew он взял себе в партнеры Блэкджека Маллигана и Грега Валентайна. К 1981 году, когда он стал чемпионом мира NWA в тяжелом весе, он помирился с Сrew и получил их благословение на то, чтобы объединиться с ними, а также с Маллиганом и Валентайном, чтобы враждовать с главным человеком NWA — Харли Рейсом — и его среднеатлантическими наёмниками Бобом Ортоном-младшим и Диком Слейтером. Когда Маллиган закончил карьеру, а Валентайн перешел в World Wrestling Federation (WWF), Флэр начал искать себе новое окружение.

### Оригинальные «Четыре всадника» (1985—1987)

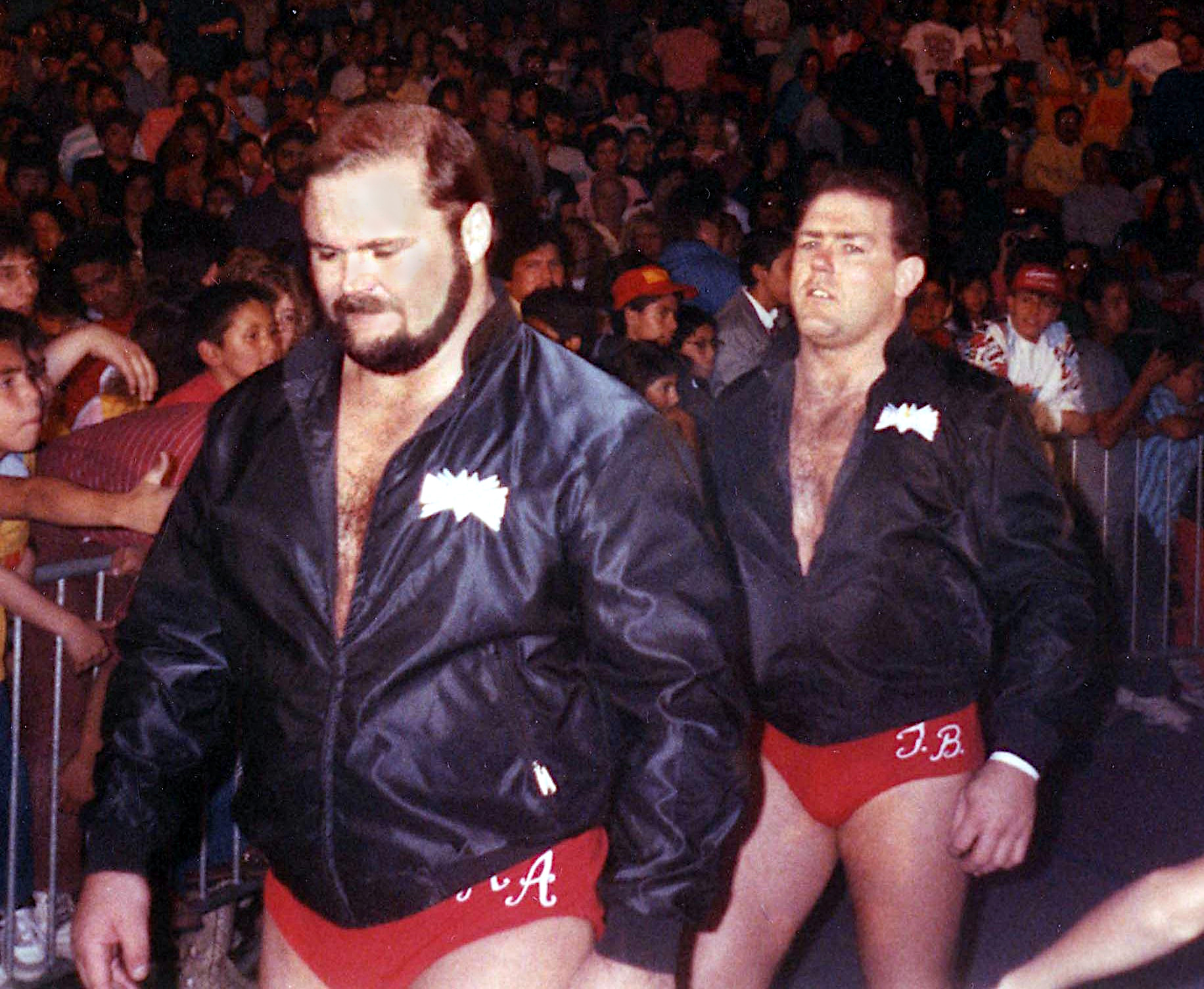
Арн Андерсон (слева) и Талли Бланшар, два основателя группировки

«Четыре всадника» образовались в 1985 году в составе Рика Флэра, Оле и Арна Андерсонов (последний пришел из Continental Championship Wrestling) и Талли Бланшара из Southwest Championship Wrestling, а их менеджером стал Джеймс Джей. Диллон, который работал менеджером Бланшара. Они враждовали с Дасти Роудсом (сломав ему лодыжку и руку), Магнумом Т. А., Барри Уиндемом, «Рок-н-Ролл Экспрессом» (сломав нос Рикки Мортону), Никитой Колоффом (повредив ему шею) и «Дорожными воинами». В этот период Зверь, Ястреб, Ронни Гарвин и многие другие боролись с Риком Флэром за титул чемпиона мира NWA в тяжелом весе. Как правило, у «Всадников» большинство титулов в NWA, и они часто хвастались своими успехами в интервью.
Название «Четыре всадника» не планировалось с самого начала. Из-за нехватки времени во время телевизионной записи, продюсеры устроили импровизированное командное интервью Флэра, Андерсонов, Талли Бланшара и Диллона. В своей автобиографии «Быть мужиком» Флэр утверждал, что именно во время этого интервью Арн сказал: «Единственный раз, когда столько хаоса было посеяно таким небольшим количеством людей, — во времена „Четырех всадников Апокалипсиса“!».

## Участники

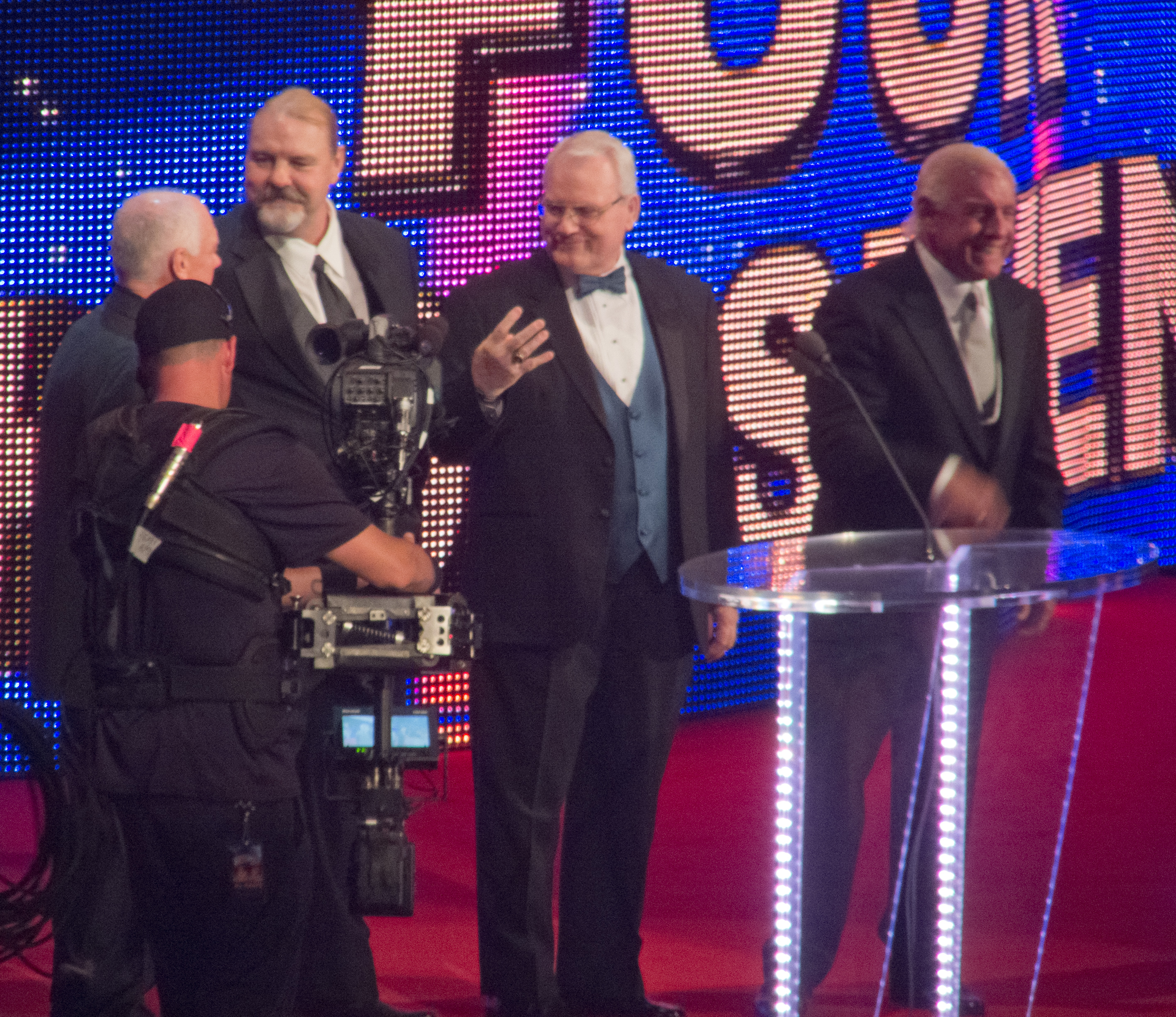
«Чётыре всадника» в Зале славы WWE, 2012 год

### Оригинальные участники
- Рик Флэр (1985—1991, 1993—1999)
- Арн Андерсон (1985—1988, 1989—1991, 1993—1999)
- Оле Андерсон (1985—1987, 1989—1990, 1993)
- Талли Бланшар (1985—1988)

#### Последующие участники
- Лекс Люгер (1987)
- Барри Уиндем (1988—1989, 1990—1991)
- Стинг (1989—1990)
- Сид Вишес (1990—1991)
- Пол Рома (23 мая 1993 — 11 декабря 1993)
- Брайан Пиллман (1995—1996)
- Крис Бенуа (1995—1997; 14 сентября 1998 — 24 мая 1999)
- Стив Макмайкл (1996—1997, 1998—1999)
- Курт Хенниг (25 августа 1997 — 14 сентября 1997)
- Дин Маленко (14 сентября 1998 — 24 мая 1999)

### Соратники
- Военная машина (1987)
- Хиро Мацуда (1987)
- Кендалл Виндэм (1989)
- Буч Рид (1989)
- Майкл Хейс (1989)
- Джефф Джарретт (1997)
- Дэвид Флэр (1999)

### Менеджеры
- Джеймс Дж. Диллон (1985—1989, менеджер)
- Бэби Долл (валет Бланшара)
- Темное путешествие (валет Бланшара)
- Пэтти Маллен (предвзятый судья на Clash of the Champions)
- Хиро Мацуда (менеджер)
- Женщина (камердинер Рика Флэра, Арна Андерсона и Криса Бенуа)
- Мисс Элизабет (валет Рика Флэра, Арна Андерсона и Криса Бенуа)
- Фифи (горничная Рика Флэра)
- Дебра Макмайкл (жена Стива Макмайкла и позже валет Джеффа Джарретта)
- Бобби Хинан (тренер, только на The Great American Bash (1996))
- Чарльз Робинсон (предвзятый рефери, 1999)
- Дабл Ди (медсестра Рика Флэра и позже валет)
- Саманта/Торри (валет Дэвида Флэра)